# Mary and Max
Mary and Max is een Australische klei-animatiefilm uit 2009, die door Adam Elliot werd geschreven en geregisseerd. De productie werd verzorgd door Melanie Coombs. De stemmen uit de film zijn van onder anderen Philip Seymour Hoffman, Toni Collette, Eric Bana en Bethany Whitmore. Het verhaal wordt verteld door Barry Humphries.
De film ging in première op de eerste dag van het Sundance Film Festival in 2009. In juni dat jaar werd Mary and Max bekroond met het Annecy Cristal op het Festival International du Film d'Animation d'Annecy en in november met een Asia Pacific Screen Award voor de beste animatiefilm.

## Verhaal
Mary Daisy Dinkle is een eenzaam, achtjarig meisje uit Melbourne. Haar moeder is alcoholiste en haar vader is een onverschillige man, die jarenlang in een fabriek de touwtjes aan theezakjes vastmaakt en als hobby dieren opzet. Mary is een doodgewoon meisje met een bril. Haar enige vriend is een haan met de naam "Ethel" en haar favoriete kleur is bruin. Nadat haar grootvader haar verteld heeft dat baby's op de bodem van bierglazen gevonden worden, besluit ze in 1976 een brief te schrijven naar een Amerikaan om erachter te komen hoe baby's in de Verenigde Staten geboren worden. In het postkantoor bladert ze door een telefoonboek en bij toeval valt haar oog op de naam M. Horowitz.
Max Jerry Horowitz is een dikke, mensenschuwe man uit New York van vierenveertig jaar oud. Hij leeft in een klein appartement met zijn huisdieren en Ravioli, zijn denkbeeldige vriend. Hij krijgt van Mary een brief met een zelfportret en een chocoladereep. Ondanks zijn grote verwardheid hierover besluit hij een brief terug te schrijven. Hij vertelt uitgebreid over zijn leven in Amerika en probeert Mary's vraag te beantwoorden. Een langdurige briefwisseling volgt.
Als Mary hem vraagt wat liefde is, raakt Max volledig in paniek. Hij heeft zelden contact met andere mensen en heeft geen flauw idee wat liefde inhoudt. De angst en stress die het vraagstuk hem opleveren worden hem uiteindelijk te veel en hij wordt acht maanden opgenomen in een psychiatrisch ziekenhuis. Max schrijft geen brief terug en Mary denkt dat hij haar vergeten is. Een tijd later wint Max de loterij, waardoor hij twee van zijn drie levensdoelen bereikt: hij schaft een levenslange voorraad chocolade aan, koopt de complete verzameling poppetjes van zijn favoriete cartoon The Noblets en geeft de rest van het prijzengeld aan zijn buurvrouw. Het belangrijkste dat hij zichzelf ten doel had gesteld, echte vriendschap, heeft hij nog niet bereikt, dus besluit hij Mary alsnog een brief terug te schrijven. Hij legt uit dat hij lijdt aan het syndroom van Asperger en dat hij daardoor moeite heeft met het herkennen en uitdrukken van emoties.
Mary is heel blij dat Max alsnog reageert. Ze begint met een studie psychologie om meer over Max' stoornis te weten te komen. Zijn verhaal gebruikt ze als case study voor haar eerste boek, waarvan ze de eerste druk naar Max toestuurt. Max is hier allesbehalve tevreden mee en wordt heel kwaad. Hij typt eerst een boze brief, maar gooit deze weg en stuurt in plaats daarvan het hamertje met de letter 'M' van zijn schrijfmachine. Door het conflict met Max raakt Mary in een diepe depressie terecht. Ze raakt verslaafd aan alcohol, wordt verlaten door haar echtgenoot voor diens penvriend uit Nieuw-Zeeland en ze probeert zelfmoord te plegen.
Op het moment dat Mary zichzelf tracht te verhangen, wordt op de deur geklopt door haar overbuurman, die zijn agorafobie overwon om haar te wijzen op een pakketje van Max dat eerder was bezorgd. Max schenkt haar zijn volledige collectie Noblets als teken dat hij haar vergeeft. Ze zoekt hem op in New York, maar als ze bij zijn flat aankomt, blijkt hij te zijn overleden. Mary ziet tot haar vreugde dat Max alle brieven en cadeautjes heeft bewaard.

## Rolverdeling
- Toni Collette als Mary Daisy Dinkle
- Bethany Whitmore als Young Mary
- Philip Seymour Hoffman als Max Jerry Horowitz
- Eric Bana als Damian Popodopoulos
- Barry Humphries als de verteller
- Renée Geyer als Vera
- Molly Meldrum als dakloze

## Muziek
De muziek van de film werd op 15 mei 2009 op compact disc uitgegeven, met daarop de volgende liedjes:

| 1.                 | Perpetuum Mobile                                | Penguin Café Orchestra       | 4:41 |
| 2.                 | Old Mother Hubbard                              | ABC Radio Orchestra          | 0:50 |
| 3.                 | Russian Rag                                     | Elena Kats-Chernin           | 3:42 |
| 4.                 | Across Two Worlds                               | Dale Cornelius               | 2:06 |
| 5.                 | The Typewriter (uitgevoerd met schrijfmachines) | Leroy Anderson               | 1:38 |
| 6.                 | Dance of the Knights (Montagues and Capulets)   | Sydney Symphony Orchestra    | 3:57 |
| 7.                 | Prelude and Yodel                               | Penguin Café Orchestra       | 3:53 |
| 8.                 | Zadok the Priest                                | The Kings of Consort & Choir | 5:54 |
| 9.                 | Max's Meltdown                                  | Dale Cornelius               | 1:26 |
| 10.                | That Happy Feeling                              | Bert Kaempfert               | 2:55 |
| 11.                | Zorba's Dance                                   | The London Pops Orchestra    | 2:51 |
| 12.                | That's Life                                     | James Last                   | 3:36 |
| 13.                | How I Feel/Pulping Her Life                     | Dale Cornelius               | 3:20 |
| 14.                | Whatever Will Be Will Be (Que Sera Sera)        | Pink Martini                 | 4:11 |
| 15.                | The Humming Chorus                              | Nana Mouskouri               | 2:39 |
| 16.                | A Swinging Safari                               | Bert Kaempfert               | 3:10 |
| Totale duur: 50:49 |                                                 |                              |      |